# آداب جنسی تائوئیسم

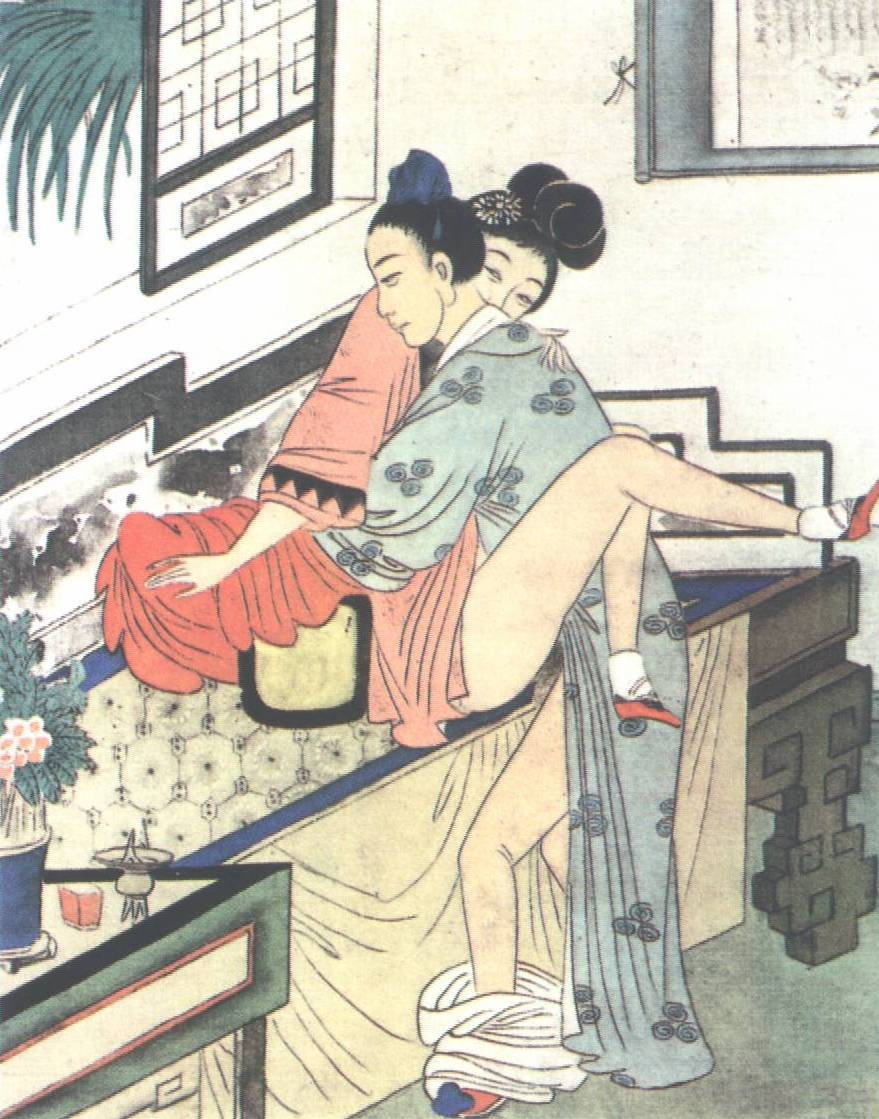
نقاشی چینی مربوط به دوره امپراتوری تانگ از آداب جنسی تائوئیسم.

تمارین (آداب) جنسی تائوئیسم (به چینی ساده شده 房中术، به چینی سنتی 房中術، معنی لغوی: اتصال انرژی، اتصال جوهرها)، آداب جنسی ای است که توسط برخی از تائوئیست‌ها انجام می‌شده و اعتقاد بر این بوده که انجامش تأثیرات مثبت جسمی و روحی دارد.
یا اصطلاحاً، «هنرهای همخوابگی»، روش‌هایی هستند که تائوئیست‌ها در فعالیت جنسی خود، تمرین می‌کنند. تمریناتی که همچنین به عنوان «اتحاد انرژی‌ها» یا «پیوند جوهرها» شناخته شده است.
تمرینگرانِ این‌گونه روش‌ها، معتقدند که با اجرای این هنر و تکنیک‌ها در فعالیت‌های جنسی، شخص می‌تواند به سلامت خوب و طول عمر، نایل شود.

## تکنیک‌های کنترل جنسی
دستورالعمل‌های چینی آمیزش جنسی مربوط به سلسله دودمان هان شرقی (از سال ۲۵ تا ۲۲۰ میلادی) به تکنیک‌های کنترل جنسی تائوئیست‌ها اشاره می‌کنند. این تکنیک‌ها روش‌هایی برای «تغذیه اصل حیات» در نظر گرفته می‌شد که به وسیلهٔ آن تائوئیست می‌توانست به جاودانگی برسد. بجز این تکنیک، دو دستورالعمل دیگر به نام‌های «تنفس جنینی» و دآاویین «ژیمناستیک» نیز انجام می‌شده که توصیف آن بر جا مانده است: اصولاً تکنیک فشار آوردن بر روی مجرای منی برای جلوگیری از خروج منی بوده است. این‌گونه تصور می‌شده که این کار باعث می‌شود بذر به محل اولش بازگشته، به سمت مغز بالا رفته و نهایتاً بازیابی شود. همچنین تصور این بوده که مایه زنانه جذب مجدد می‌شود و به طولانی شدن عمر زن کمک می‌کند.
بسیاری از تمرین گران تائوئیسم از دست رفتن انرژی و نیروی حیاتی را با از دست دادن مایعات انزالی در فعالیت جنسی مرتبط می‌دانند. مایع جنسی در یک فعالیت معمولی جنسی به‌شکل افراطی از دست می‌رود و همین امر زمینه‌ساز ظهور بیماری، پیری زود رس و خستگی عمومی می‌شود. برخی از تائوئیست‌ها ادعا می‌کنند که شخص اصلاً هیچگاه نباید انزال شود. مابقی آن‌ها برای حفظ سلامتی فرمول ویژه‌ای را تبیین کرده‌اند که در آن میزان حداکثر انزال‌های قاعده مند تعیین شده است با این وجود «حبس منی» یکی از اصول پایه در تمرین جنسی تائوئیست‌ها به‌شمار می‌رود.
شیوه‌های مختلف و متفاوتی برای کنترل انزال توسط تائوئیست‌ها شرح شده است. مرد برای اجتناب از انزال می‌تواند به انجام یکی از چند تکنیک ویژه بپردازد. او می‌تواند قبل از ارگاسم فوراً بیرون بکشد… دومین روش شامل بکارگیری فشار مرد بر ناحیهٔ عجان است. روشی که اسپرم را محفوظ نگه می‌دارد. این روش درصورتی‌که به‌درستی انجام نگیرد باعث یک انزال معکوس شده و اسپرم به مثانه و مجاری ادراری سرازیر می‌شود. تائوئیست‌ها معتقدند که از طریق کنترل و انسداد انزال، جینگ به سمت بالا و سر سفر کرده و «تغذیهٔ مغز» را بعهده می‌گیرد.